# Whoppers
Los Whoppers son unas bolitas de leche malteada cubiertas por una cobertura de chocolate artificial de aproximadamente dos centímetros de diámetro fabricadas por Hershey's. Tipícamente, se venden en pequeñas cajas de cartón, en cajas más grandes similares a los bricks de leche o, en su variedad Fun Size, en un tubo de plástico cerrado por los lados, que pesa 50 gramos y que contiene 12 Whoppers. Existe también una versión reducida del tubo que contiene tan sólo tres Whoppers y pesa t 100 gramos.

## Historia
En 1939, la Overland Candy Company introdujo en el mercado los precursores del Whopper, unas chocolatinas de leche malteada llamadas Giants. En 1947, Overland se fusionó con la Chicago Biscuit Company, Leaf Gum y Leaf Machinery. Dos años después, Leaf Brands decidió reintroducir las bolitas de leche malteada con el nombre de Whoppers. En los años 1960, todos los productos producidos por Leaf Brands fueron comprados por W.R. Grace. Sin embargo, en 1976, Leaf los recompró. En 1996, Hershey's adquirió por parte de Huhtamaki Oy (Helsinki, Finlandia) las operaciones de fabricación de dulces de Leaf North America. Hasta la fecha, Hershey's ha seguido fabricando los Whoppers.
Inicialmente, los Whoppers se vendían sin envoltorio al precio de un céntimo por dos unidades. Sin embargo, tras la creación de las máquinas de embalaje de celofán, se empezaron a empaquetar Whoppers de menor tamaño en paquetes de cinco unidades al precio de un céntimo y bajo el nombre de Fivesomes. Poco después, Leaf introdujo el primer empaquetado en forma de brick de leche para dulces, lo que acabaría por convertirse en el sello de identidad de las chocolatinas. Entre 1949 y 1952, una versión de los Whoppers en forma de huevo y con motitas se comercializaba en la época de Pascua.
En el 2000, Hershey's introdujo los Mini Whoppers. En 2006, una nueva variedad con sabor a batido de fresa salió al mercado y, poco después, también una con sabor a las Peanut Butter Cups de Reese's (entre 2014 y 2015 dejaron de comercializarse por algún tiempo). Para la temporada de Pascua de 2009, se lanzaron tres nuevos sabores a batido: vainilla, arándano y crema de naranja. Los Whoppers con sabor a vainilla reaparecieron en 2016.

## Ingredientes
Ordenados de mayor a menor peso, los Whoppers contienen: azúcar, sirope de maíz, aceite de palma parcialmente hidrogenizado, suero de leche (leche), leche malteada (cebada, harina de trigo, leche, sal, bicarbonato sódico), cacao y un 2% o menos de glaseado resinoso, triestearato de sorbitano, lecitina de soja, sal, aromas naturales y artificiales, carbonato de calcio y dextrina de tapioca.

## Productos similares
- Los Maltesers, fabricados por Mars, Incorporated y distribuidos en el Reino Unido, Irlanda, Canadá, Australia (que exporta a Hong Kong, Nueva Zelanda y el Líbano), Japón, Francia, Italia, Alemania, Holanda, Bélgica Austria.
- Los Mighty Malts, bolitas de leche malteada fabricadas por Necco.